# Senoculus robustus
Espèce
Senoculus robustus est une espèce d'araignées aranéomorphes de la famille des Senoculidae.

## Distribution
Cette espèce se rencontre au Panama et au Brésil.

## Description
La femelle holotype mesure 12,50 mm.

## Systématique et taxinomie
Cette espèce a été décrite par Chickering en 1941.

## Publication originale
- Chickering, 1941 : « The Senoculidae of Panama. » Papers of the Michigan Academy of Science, Arts and Letters, vol. 26, p. 195-218.